# Crossopalpus nigritellus
Crossopalpus nigritellus är en tvåvingeart som först beskrevs av Zetterstedt 1842.  Crossopalpus nigritellus ingår i släktet Crossopalpus och familjen puckeldansflugor. Arten är reproducerande i Sverige. Inga underarter finns listade i Catalogue of Life.